# Reserva comunal Purús
La Reserva Comunal Purús (RCP) es un área protegida en el Perú. Se encuentra en los departamentos de Ucayali y Madre de Dios, en las provincia de Tahuamanu y Purús respectivamente.
Fue creado el 18 de noviembre de 2004, mediante Decreto Supremo N.º 003-2003-AG.. Tiene una extensión de 202 033,21 hectáreas. Está ubicada en el distrito de Purús en la provincia de Purús, región Ucayali y en el distrito de Iñapari en la provincia de Tahuamanu, departamento de Madre de Dios.
El objetivo es preservar la diversidad biológica y el uso sostenible de los recursos. En el área existen bosques de caoba y especies de bambús leñosos como la paca (Guadua weberbaueri) y la marona (Guadua sarcocarpa), asimismo, se ha identificado más de 20 especies forestales. La zona es habitada por los cashinahuas.
La temperatura media anual es de 25 °C. La precipitación anual es de 1,800 mm. La época más seca se da entre mayo y octubre. Su Zona de Amortiguamiento tiene una extensión de 222 423,11 hectáreas.